# 資生館小学校前停留場
資生館小学校前停留場（しせいかんしょうがっこうまえていりゅうじょう）は、北海道札幌市中央区にある札幌市交通事業振興公社（札幌市電）山鼻線の停留場。停留場番号はSC22。南4条通と西7丁目通との交差点の東側（南4条西6丁目）に位置する。「西創成」の副駅名が付けられている。

## 歴史
- 1923年（大正12年）8月 西創成学校前停留場として開業。
- 1965年（昭和40年）11月1日 創成学校前停留場に改称。
- 1982年（昭和57年）11月1日 創成小学校前停留場に改称[2]。
- 1994年（平成6年）12月20日 当停留場 - すすきの停留場間をセンターポール化[3]。
- 2004年（平成16年）4月1日 資生館小学校前停留場に改称[4]。
- 2012年（平成24年）3月29日 副駅名を加えて資生館小学校前（西創成）停留場となる[5]。
- 2015年（平成27年）4月1日 停留場番号を設定[6]。
- 2017年（平成29年）3月 停留場の改修工事を実施[7]。

## 停留場構造
2面2線の相対式ホーム。内回り（すすきの方面）と外回り（東本願寺前方面）の乗り場はほぼ正面に向きあっている。軌道は停留場のすぐ西の交差点で南にカーブする。安全地帯にはロードヒーティングが施され、上屋が設置されている。
2015年（平成27年）4月から、電車の運行状況などを表示するモニターが設置された。2016年（平成28年）12月中旬から2017年（平成29年）3月の間、停留場を一時的に移設した上で改修工事を行い、停留場をかさ上げし、新しい上家、スロープなどが設置された。

## 停留場周辺
- 中央区西創成まちづくりセンター
- 中央警察署南三条交番
- 札幌南五条郵便局
- 札幌市立資生館小学校
  - 札幌市しせいかん保育園
  - 札幌市子育て総合支援センター
  - 札幌市立星友館中学校
    - しせいかん保育園・子育て総合支援センター・星友館中学校は、全て資生館小学校校舎と同じ建物内にある。
- じょうてつバス「資生館小学校前」停留所[10]

## 隣の停留場
札幌市交通局
山鼻線
東本願寺前停留場 (SC21) - 資生館小学校前停留場 (SC22) - すすきの停留場 (SC23)